# Trolltunga

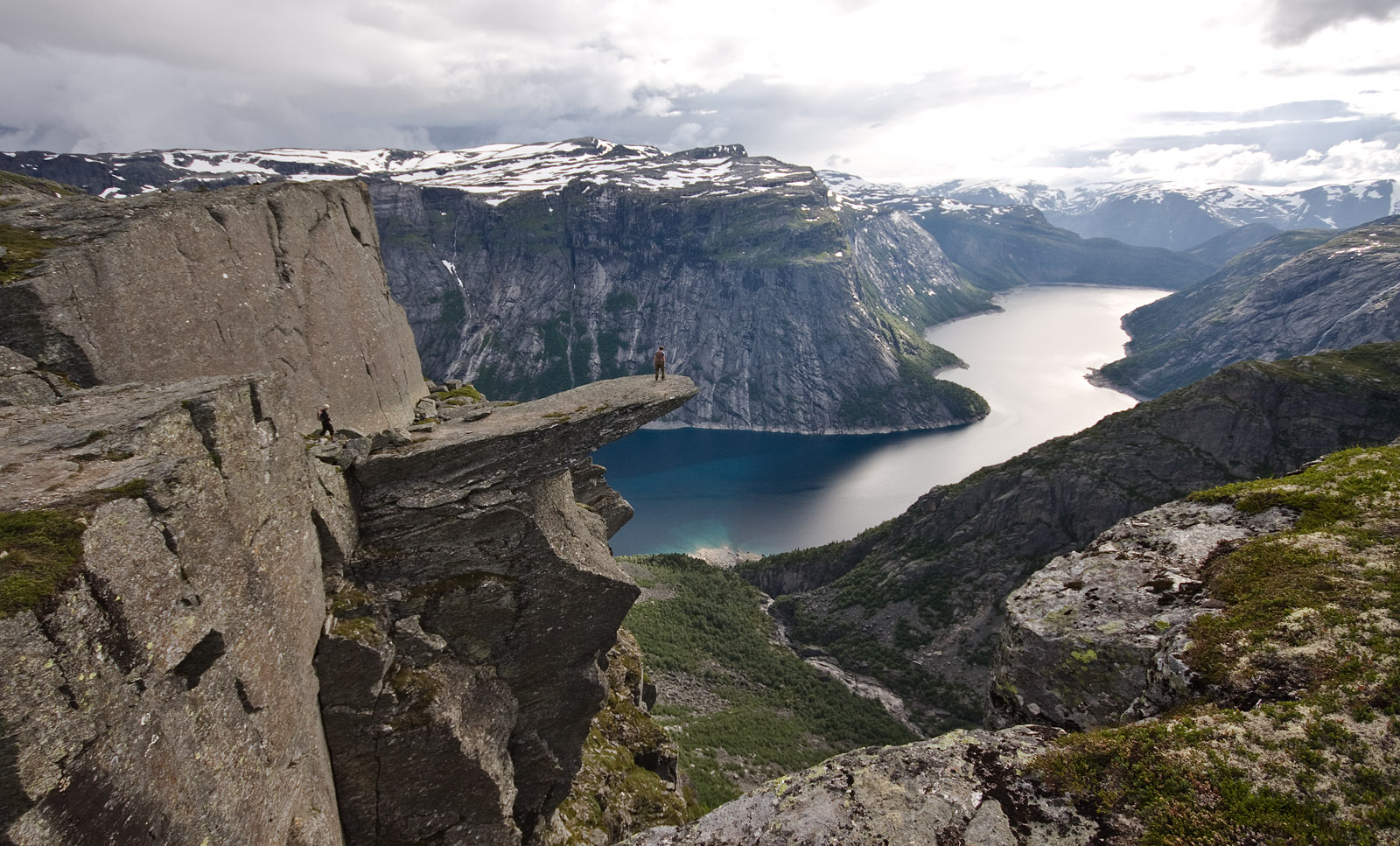
Trolltunga

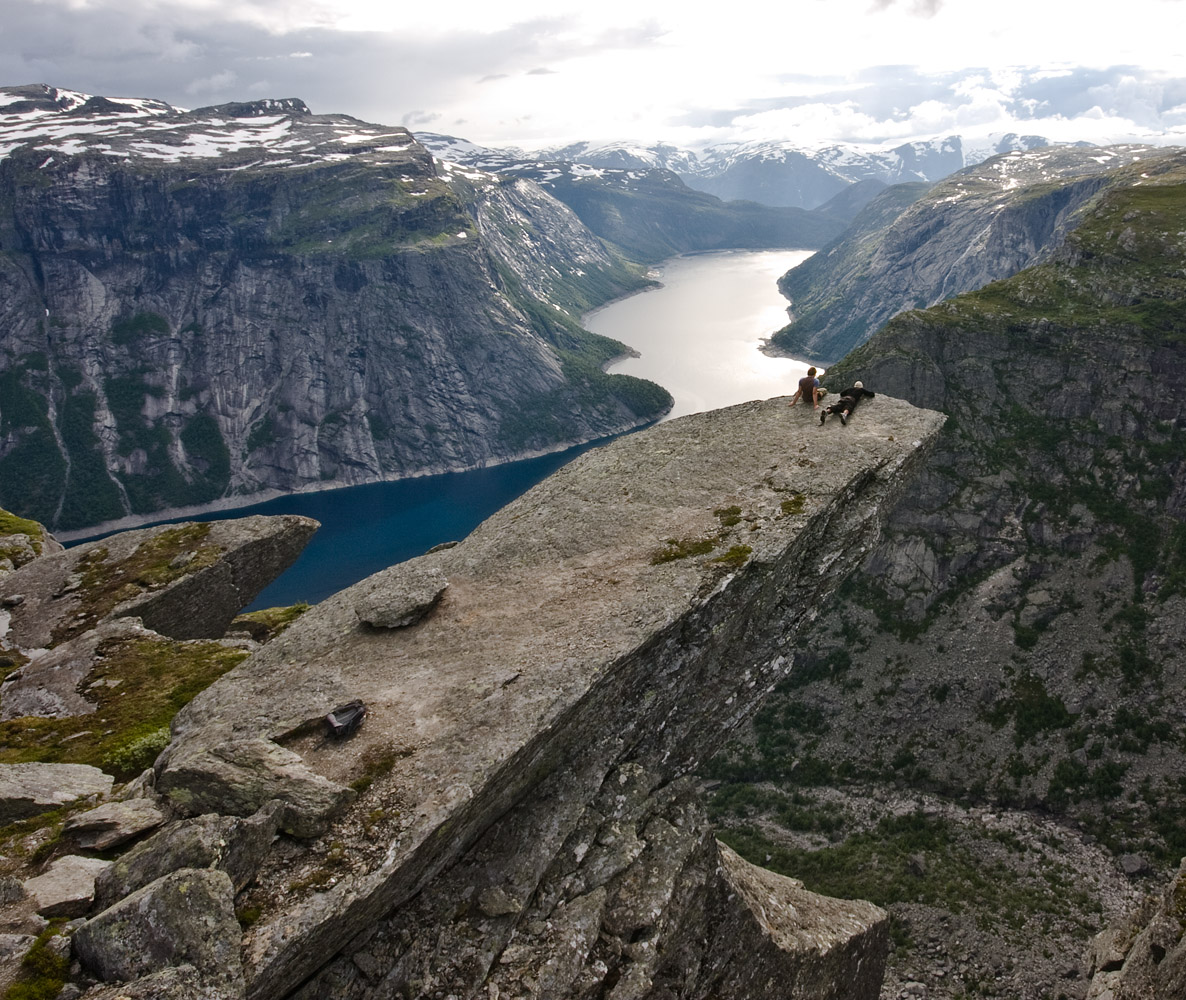
Twee personen op Trolltunga

Trolltunga ("de tong van de trol") is een steenformatie in de Noorse provincie Vestland die nagenoeg horizontaal uit het gebergte steekt, circa 700 meter boven het Ringedalsvannet, nabij Tyssedal in de gemeente Ullensvang.

## Bereik
Om bij Trolltunga te komen, reist men naar Odda (gerekend vanaf de kant van Røldal), vervolgens naar Skjeggedal, te bereiken via het plaatsje Tyssedal. 
Vroeger kon men de Mågelibanen nemen, een wagen die door middel van een kabel naar boven getrokken wordt, maar deze is sinds 2010 niet meer opengesteld voor toeristen en wordt alleen nog gebruikt door eigenaren van een hut boven in het dal. Een wandeltocht heen en weer naar Trolltunga duurt ongeveer 8 tot 10 uur. De Noorse Toeristenvereniging heeft hutten in de omgeving waar overnachting mogelijk is.
De toegenomen populariteit van deze locatie brengt met zich mee een toename van vervuiling door de bezoekers hetgeen tot wrijving leidt bij de lokale bevolking.

### Kaart
- "Turkart Hardangervidda Vest Odda, Litlos, Hårteigen en Kinsarvik" nummer 2659